# Oglasa bisignata
Oglasa bisignata là một loài bướm đêm trong họ Noctuidae.